# Kékülő badargomba
A kékülő badargomba (Psilocybe cyanescens) a Hymenogastraceae családba tartozó, Európában és Észak-Amerikában honos, korhadó faanyagon növő, hallucinogén gombafaj.

## Megjelenése
A kékülő badargomba kalapja 2-4,5 cm széles, alakja eleinte domború, idősen majdnem laposan kiterül a közepén alacsony púppal. A széle bordázott, gyakran hullámos, idősen fölfelé ívelhet. Felszíne sima, nedvesen tapadós. Higrofán: színe nedvesen barna, megszáradva sárgásbarna vagy halványbarna. 
Húsa vékony, törékeny. Színe barnás, sérülésre kékül, különösen a széle felé. Szaga és íze lisztes.
Lemezei tönkhöz nőttek vagy kissé lefutók, fiatalon sűrűek, öregen kissé ritkásak. Színük eleinte halvány fahéjbarna, majd sötét szürkésbarna, élük világosabb. 
Tönkje 3-6 cm magas és 0,3-0,6 cm vastag. Alakja egyenletesen hengeres vagy a tövénél kissé megvastagodott. Tövéhez megvastagodott kékes micéliumszálak (rizomorfok) kapcsolódnak. Felszíne sima vagy selymesen szálas. Színe fehér, sérülésre kékül. A fiatal lemezeket védő részleges burok magasan álló gallérzónát hagyhat a tönkön. 
Spórapora sötét lilásbarna. Spórája elliptikus, sima, mérete 9-12 x 6-8 µm.

### Hasonló fajok
A súlyosan mérgező fenyves sisakgomba vagy a réti trágyagomba hasonlít hozzá. 

## Elterjedése és termőhelye
Európában és Észak-Amerikában honos. 
Avaron, korhadó fatörmeléken, faforgácson, mulcson (kéregmulcson nem, fejlődéséhez szükséges a lignin) található meg. Nyártól őszig terem.
Hallucinogén, pszilocibint tartalmaz, amely forrázással eltávolítható. Fogyasztása hányással, gyomorfájdalommal, szorongásos tünetekkel is járhat. Pszichoaktív hatása miatt történtek próbálkozások a termesztésére, de nehezebben és kevesebbet terem, mint a többi badargomba. 

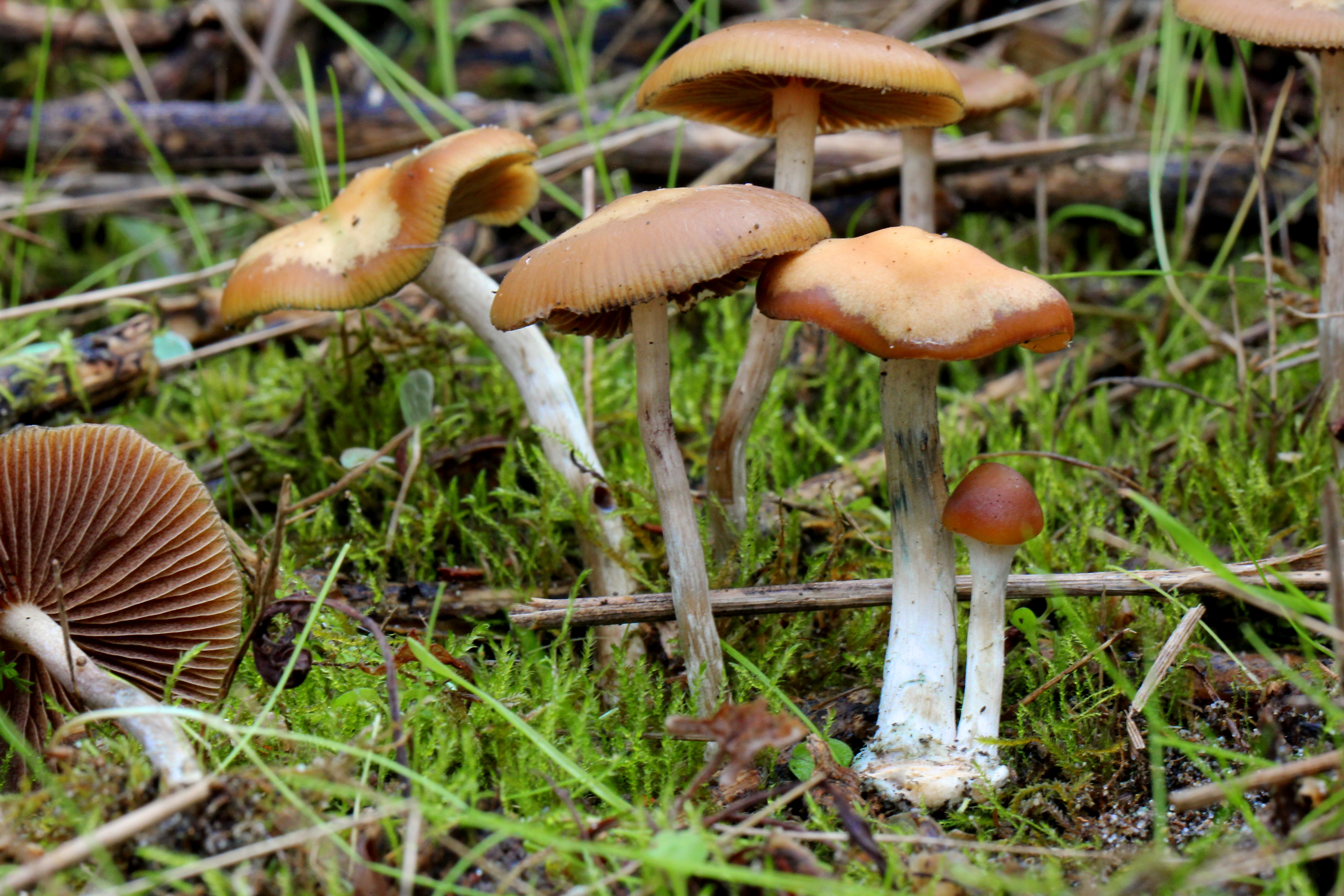
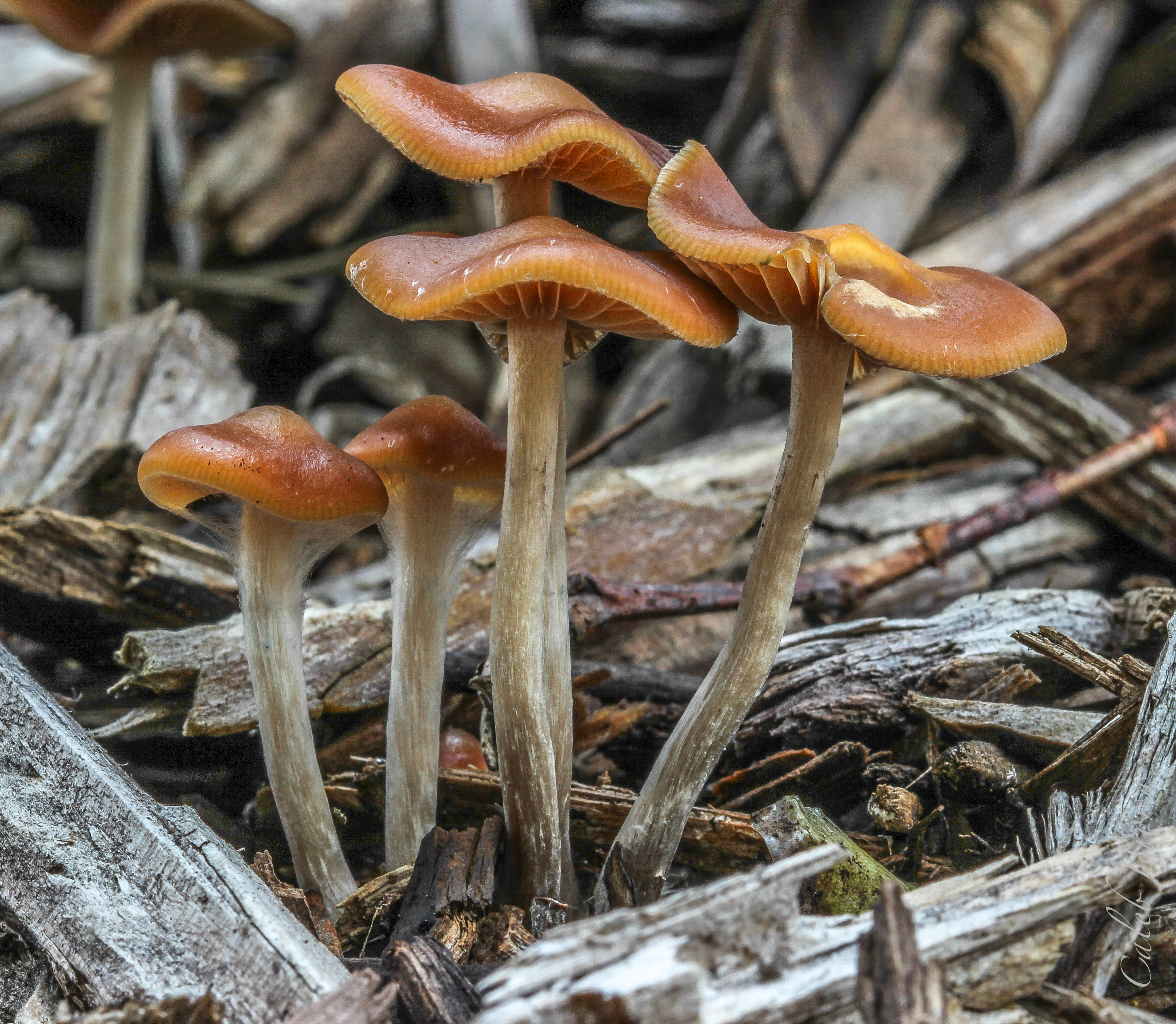
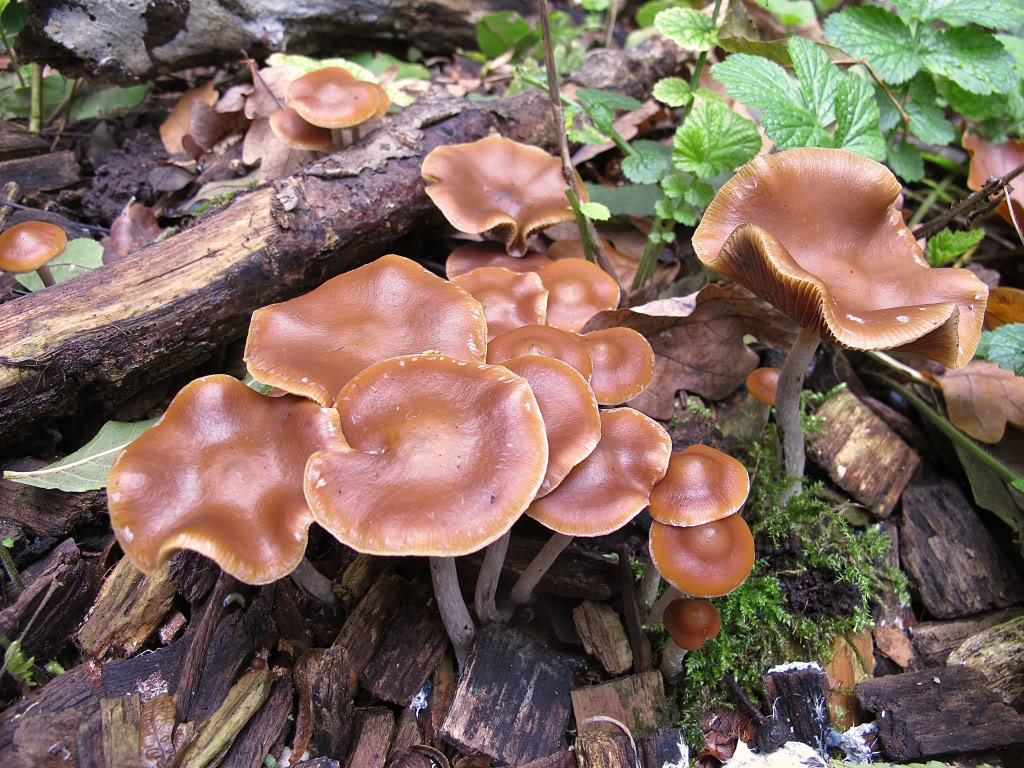
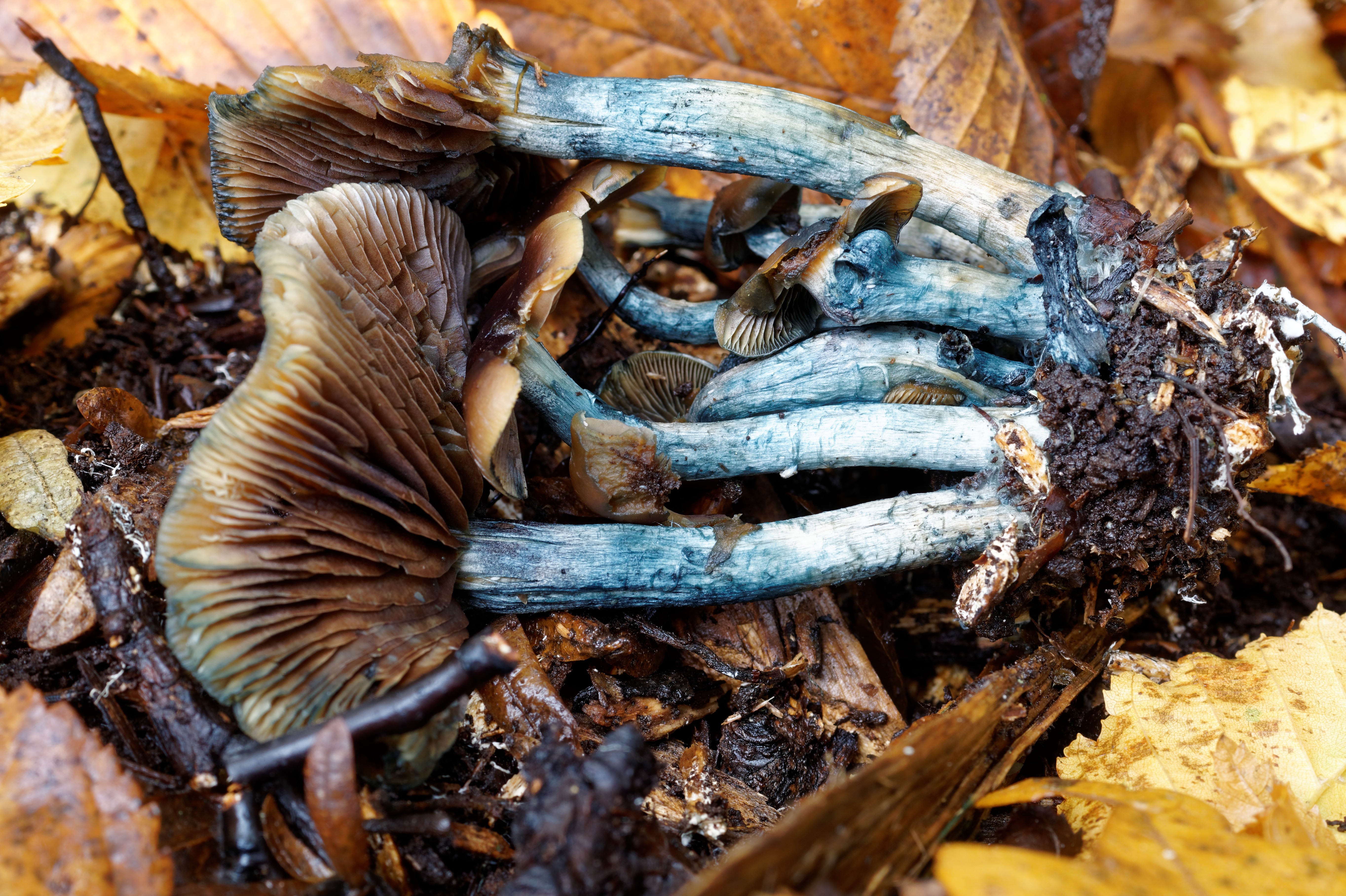
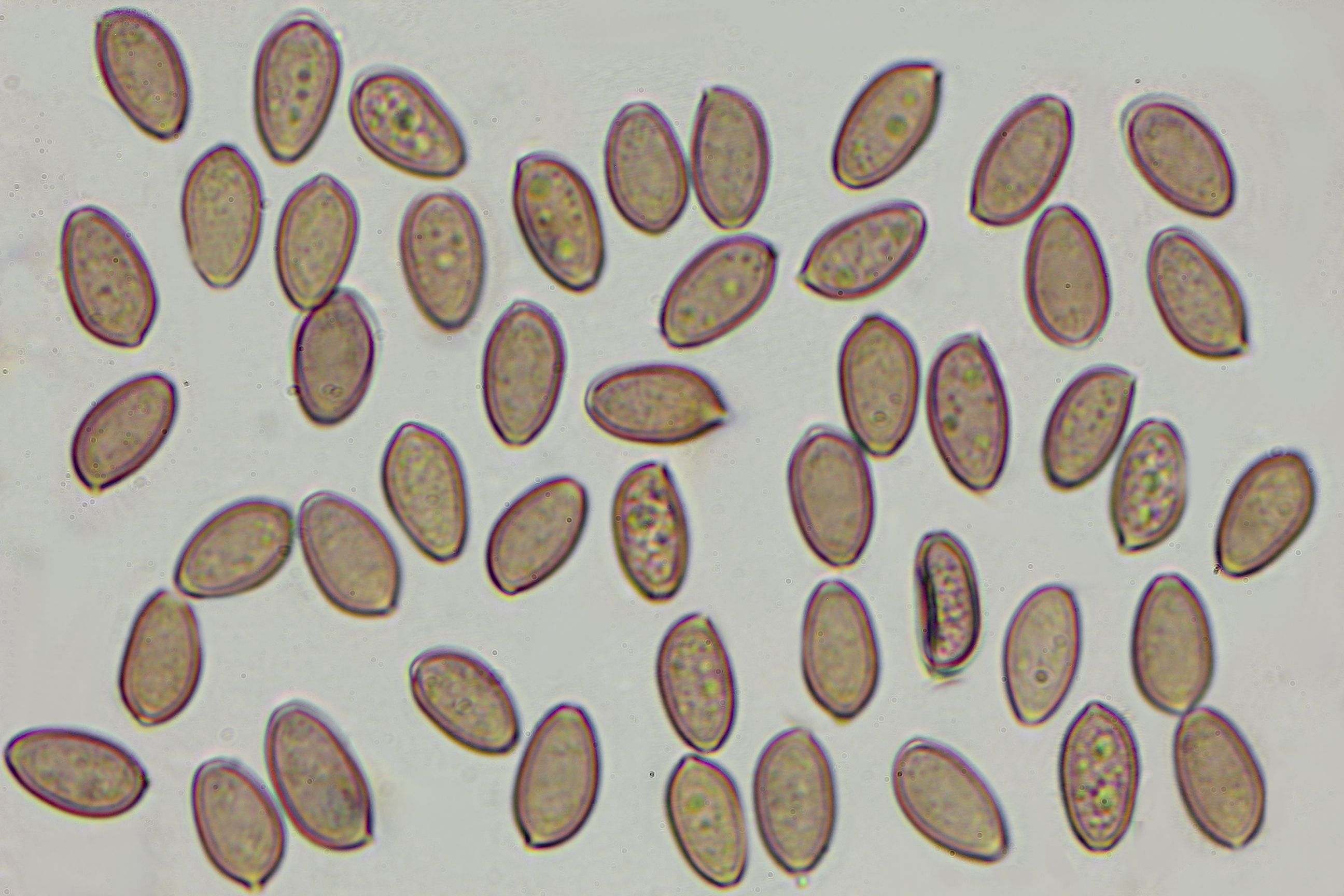